# جياكومو جالاندا
جياكومو جالاندا (بالإيطالية: Giacomo Galanda)‏ مواليد 30 يناير 1975 في أوديني، هو لاعب كرة سلة إيطالي سابق بدأ مسيرته الاحترافية في سنة 1993. يبلغ طوله 6 قدم 10.75 بوصة (2.1 م). مثّل منتخب بلاده. شارك في مسابقة كرة السلة في الألعاب الأولمبية الصيفية. اعتزل اللعب في 2014.

## فرق لعب لها
- أولمبيا ميلانو
- بالاكانسترو فاريزي

## الميداليات
| الميدالية | المسابقة                                    |
| --------- | ------------------------------------------- |
| فضية      | كرة السلة في الألعاب الأولمبية الصيفية 2004 |
| ذهبية     | بطولة أمم أوروبا لكرة السلة 1999            |
| فضية      | بطولة أمم أوروبا لكرة السلة 1997            |
| برونزية   | بطولة أمم أوروبا لكرة السلة 2003            |

## روابط خارجية
- جياكومو جالاندا على موقع الاتحاد الدولي لكرة السلة (الإنجليزية)
- جياكومو جالاندا على موقع الدوري الأوروبي لكرة السلة (الإنجليزية)
- جياكومو جالاندا على موقع كرة السلة الأوروبية.كوم (الإنجليزية)
- جياكومو جالاندا على موقع ريلجم (الإنجليزية)
- جياكومو جالاندا على موقع بروبوليرز (الإنجليزية)
- جياكومو جالاندا على موقع سبورتس رفرنس (الإنجليزية)
- جياكومو جالاندا على موقع اللجنة الأولمبية الدولية (الإنجليزية)
- جياكومو جالاندا على موقع أوليمبيديا (الإنجليزية)
- جياكومو جالاندا على موقع اللجنة الأولمبية الإيطالية (الإيطالية)